# ایستگاه راه آهن واتون (راه‌آهن بریل)
ایستگاه راه‌آهن واتون یک ایستگاه کوچک در باکینگهام‌شایر انگلیس بود که به وسیله دوک باکینگهام در سال ۱۸۷۱ ساخته شد.
یک راه حمل و نقل اختصاصی با اسب برای حمل بارهای دوک در اطراف زمین‌های او در باکینگهام طراحی شده بود، ایستگاه واتون برای خدمت رسانی به خانه دوک و در روستای نزدیک واتن آندروود در نظر گرفته شده بود.
این مسیر در سال ۱۸۷۲ تا روستای بعدی یعنی بریل توسعه پیدا کرد، و با مجهز شدن به لوکوموتیوهای بخار کاربری آن به مسافربری تغییر و نام آن را تراموا بریل گذاشتند.